# 縱橫諜海：混沌理論
《湯姆·克蘭西之縱橫諜海：混沌理論》是縱橫諜海系列遊戲的第三部作品。原定2004年秋天發行Xbox、PlayStation 2、GameCube和PC這4個版本。實際日期為2005年3月。原本計畫要開發Game Boy Advance版本，但之後取消了。
山姆的配音員依舊還是Michael Ironside，而蘭伯特的配音員從前作的Dennis Haysbert改為Don Jordan。

## 遊戲介紹
遊戲採用布娃娃系統，是整個系列中第一部使用的遊戲，而且圖形也增強了許多，像是法線貼圖、高動態光照渲染、視差貼圖。就連玩法也變了。

### 特色
這部遊戲與前作不同的是一個新的系統，敵人引發每次警報的意識到達一個新水平。例如，在第四個警報出現後，敵人會在地圖週遭設防等待你。與前作不同的是，這部遊戲多了一個音量顯示器，山姆除了要注意自己身處的地方是否有光線，還要在行動過程避免發出聲響。

### 劇情
故事描述2007年夏天的東亞，中國、朝鲜、韩国、日本陷入緊張情勢，日本也為了應付近代的威脅而成立情報防衛部隊，但這個舉動被認為違反日本憲法第九條，引發韓國和中國不滿。進而封鎖黃海區域以對抗日本運輸船，因為日本情報防衛部隊與美國國安局第三梯隊是同盟關係。美軍派出了最先進的驅逐艦沃爾什號，希望這樣能對韓國和中國造成威懾。
但是卻沒想到，正當船上的船員正在慶祝美國獨立日的時候，一枚朝鲜的飛彈飛來，而船上的反飛彈系統失靈，就這樣在早上8:15被擊沉，船上141位船員全數喪生，美國認為韓國無心協調，利用資訊戰來宣戰，但朝鲜否認擊沉船隻，這迫使朝鲜開戰。
於是第三梯隊派出山姆，來查出驅逐艦沃爾什號被擊沉的真正原因。

## 評價
這部遊戲獲得業界一致讚美，甚至獲得E3、Game Informer、Official Xbox Magazine、IGN的大獎。但正因為這部遊戲描述朝鲜战争，一推出就被韩国封殺，直到2006年才解禁。

## 细胞分裂：3D
《细胞分裂 3D》是《细胞分裂》系列首款 Nintendo 3DS 新作品。是以系列作品《细胞分裂：混沌理论》为基础重制而成，加入了类似《细胞分裂：断罪》中的提示系统。